# Otterstedter Beeke
Die Otterstedter Beeke ist ein Bach in den niedersächsischen Landkreisen Rotenburg (Wümme) und Verden und ein linker, insgesamt etwa südwestlich ziehender Zufluss der zur Wümme laufenden Walle, die er südwestlich des namengebenden Ortes Otterstedt der Einheitsgemeinde Flecken Ottersberg im Verdener Kreis erreicht.

## Verlauf
Die mündungsfernste Quelle der Otterstedter Beeke liegt wenig südlich der Ortsgrenze von Stapel in der Gemeinde Horstedt des Landkreises Rotenburg (Wümme). Der Bach fließt von hier an in wechselnd westliche und südliche Richtungen. Er passiert dabei schon bald den rechts am Ufer liegenden Ort Benkel der Einheitsgemeinde Flecken Ottersberg und nimmt dann westlich von dessen Ort Narthauen von Nordosten her den Wischhofsgraben auf. Danach läuft er erst am Ostrand des aufgelockert stehenden Ortes Otterstedt derselben Einheitsgemeinde entlang, wo von Osten her der Dauensiekgraben zufließt, und durchquert schließlich noch den Ort. Unterhalb mündet er von links in die Walle, einen rechten Zufluss der Wümme.

## Bachnatur und anderes
Der teils mit, teils ohne Galerie durch eine von Grünland geprägte Flurlandschaft laufende Bach ist in Otterstedt ca. 2 m breit, sein Durchfluss ist saisonal teils gering. In Otterstedt überqueren je zwei Autobrücken und zwei Fußgängerbrücken den Bach. Die Otterstedter Turnhalle direkt am Lauf wird nach dem zweiten Namensbestandteil Beeke, einer niederdeutschen Wortform von Bach, Beeke-Halle genannt.